# Аль Асвад, Махмуд
Махмуд Аль Асвад (араб. مَحْمُود الْأَسْوَد‎; род. 14 сентября 2003, Хомс) — сирийский футболист, атакующий полузащитник иракского клуба «Заху» и сборной Сирии.

## Биография

### Клубная карьера
В возрасте 16 лет дебютировал за клуб «Аль-Карама» из Хомса, за который играл в течение пяти сезонов.
В феврале 2024 года перешёл в клуб Иракской Премьер-лиги «Заху», с которым подписал контракт на полтора года до июня 2025 года.

### Карьера в сборной
Играл за молодёжную и олимпийскую сборную Сирии. За сборную Сирии дебютировал 20 ноября 2022 года в товарищеском матче со сборной Венесуэлы, который сирийцы проиграли со счётом 2:1.
В декабре 2023 года Аль Асвад был включён в состав национальной сборной на Кубок Азии 2023. На турнире он был основным игроком и сыграл в 4 матчах — Сирия проиграла в серии пенальти сборной Ирана и выбыла из турнира.